# Magic Lights

## Tracce
1. Marque –  One To Make Her Happy (Radio Edit)  3:40
2. Oceana & Kim* –  48 Stunden  3:44
3. Leandro* –  Girl (Radio Version)  4:17
4. Eiffel 65 –  Too Much Of Heaven (Radio Version)  3:30
5. A*Teens –  Gimme! Gimme! Gimme! (A Man After Midnight) (Radio Version)  3:45
6. Loona –  La Vida Es Una Floor (Radio Version Part 1)  3:54
7. Passion Fruit –  Wonderland (Radio Mix)  3:33
8. Orange Blue (2) –  She's Got That Light (Orange-Mix)  3:37
9. Luci van Org –  Waterfalls (Day Mix)  4:03
10. Sabrina Thomson –  Good Times (Video Version)  3:30
11. Sash! –  Just Around The Hill (Radio/Video Edit)  3:30
12. Ayman (2) –  Mein Stern (Single Edit Mit Rap)  3:52
13. Rollergirl –  Eternal Flame (Radio Luv Version)  4:01
14. Aleksey –  Wen Soll Ich Fürchten (Radio Edit)  3:48
15. Super Moonies –  Das Geisterhaus  4:17
16. Super Moonies –  Die Säulen Der Scharzen Energie  4:07
17. Super Moonies –  Ewige Jugend  3:13
18. Siroko Asakawa –  Moonlight Destiny  5:56
19. Mitsuko Horie –  Golden Queen Galaxia  4:01
20. Emi Shinohara –  Starlight Ni Kiss Shite  4:27